# Mitcy Larue
Mitcy Larue   (segle XX) és membre de l' Assemblea Nacional de les Seychelles. Mestra de professió, és membre del Front Progressista Popular de les Seychelles i va ser escollida per primera vegada a l'Assemblea el 1993. Va exercir com a ministra de Família des del 2018 fins al 2020.